# Neosho County
Neosho County är ett administrativt område i delstaten Kansas, USA, med 16 512 invånare. Den administrativa huvudorten (county seat) är Erie.

## Geografi
Enligt United States Census Bureau har countyt en total area på 1 497 km². 1 481 km² av den arean är land och 16 km² är vatten.

### Angränsande countyn
- Allen County - norr
- Bourbon County - nordost
- Crawford County - öst
- Labette County - söder
- Montgomery County - sydväst
- Wilson County - väst
- Woodson County - nordväst

### Orter
- Chanute
- Earlton
- Erie (huvudort)
- Galesburg
- St. Paul
- Stark
- Thayer